# 查爾斯·塔特
查爾斯·T·塔特（英語：Charles T. Tart，1937年4月29日—2025年3月5日），是美國心理學家和超心理學家，加州大學戴維斯分校的退休心理學教授。

## 著名研究
塔特博士曾做過一項關於靈魂出竅的研究，當時他找來了一位化名為Z小姐的女性於自己的實驗室進行測試，並接上了腦電圖做偵測，接著在Z小姐的床上方的架子上擺放了一個5位數的數字，塔特博士看著Z小姐入睡，確保她沒有起身去看架子上的數字。
這數字是在她入睡後隨機選擇的，裝在一個非透明的信封內，拿到她的房間裡來。據稱，Z小姐離開了自己躺在床上的身體，飄浮起來去查看數字。隨後她能準確的說出紙上寫的數字。
於是塔特博士的研究在1968年發表在《美國心理研究協會學報》上。